# Violet MacMillan

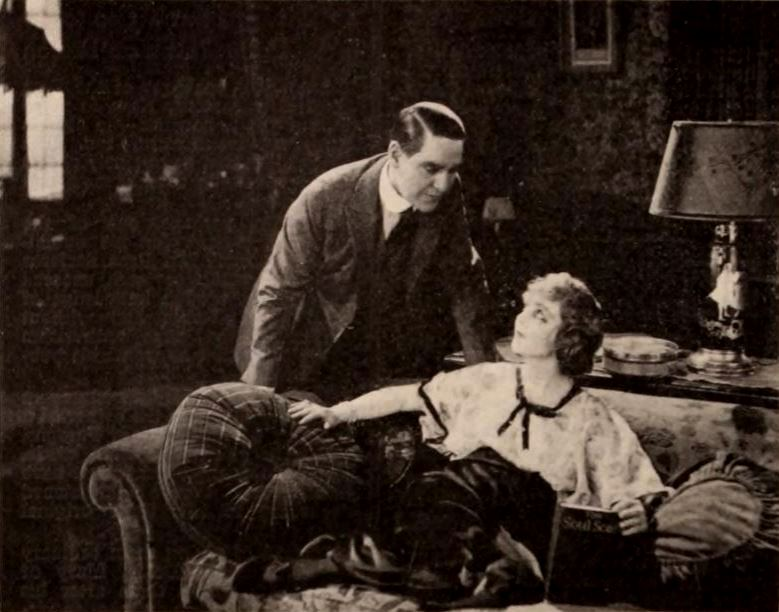
Cena do seriado The Mystery Mind (1920) com J. Robert Pauline e Violet MacMillan,p. 80 de 24 de abril de 1920, Exhibitors Herald

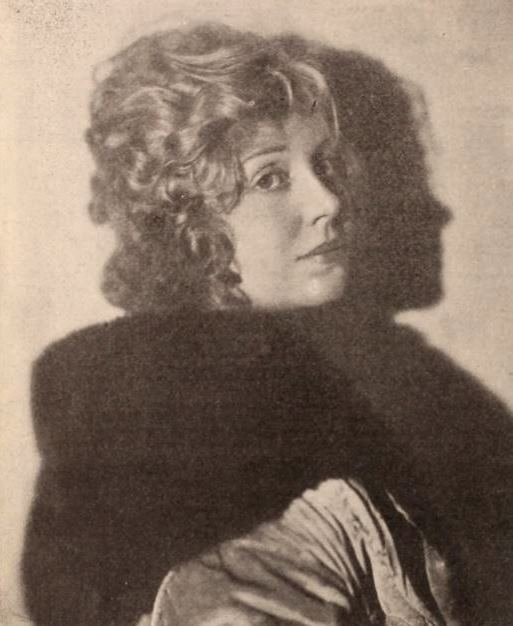
Violet MacMillan, p 78 de 31 de Janeiro de 1920, Exhibitors Herald

Violet MacMillan (4 de março de 1887 - 29 de dezembro de 1953) foi uma atriz de cinema e teatro estadunidense da era do cinema mudo que atuou em 28 filmes entre 1914 e 1920.

## Biografia
Violet nasceu em Grand Rapids, Michigan, em 4 de março de 1887. Em seu trabalho nos filmes de Oz, Violet era anunciada como "the Daintiest Darling of Them All", porém ao longo de sua carreira, ela se tornou conhecida como Cinderella Girl devido aos seus pés pequenos, e durante seu tempo no palco em vaudeville, era constantemente reivindicada com um número de menções nos jornais do dia. Em 1913, ao atuar em San Francisco, ela emprestou um sapato para ser exibido em uma sapataria de Market Street, onde as mulheres podiam comparar seu próprio pé. Participou de um concurso para descobrir uma mulher com pés pequenos o suficiente para usar um sapato dourado de Cinderela. Ela estava hesitante, mas entrou no show da Broadway e ganhou. Seu pé era de um tamanho infantil.
Mc Millan atuou na Broadway em vários musicais, entre eles Flo-Flo (1904), The Time, the Place and the Girl (1907-1908), The Young Turk (1910), Girlies (1910). Enquanto participava da peça The Time, The Place and The Girl, na temporada de 1908, a atriz fez uma cirurgia no Harper Hospital, em Detroit, Michigan. Violet completou uma turnê de sucesso no vaudeville em 1916, e participou da produção teatral The Wishing Slippers, na Universal City, Califórnia. Outra peça importante foi  In And Out of the Movies, além de se apresentar no vaudeville em Fort Wayne, Indiana, durante o outono de 1917.
No cinema, MacMillan juntou-se à The Oz Film Manufacturing Company e estreou na versão cinematográfica de The Patchwork Girl of Oz (1914), em que interpretou Ojo, a Munchkin Boy, e The Magic Cloak of Oz (1914), além de uma série (atualmente perdida) de curta-metragens de L. Frank Baum, Violet's Dreams, em que interpretava uma garota chamada Claribel que vivia aventuras de conto de fadas em seus sonhos.
Em His Majesty, the Scarecrow of Oz (1914), ao interpretar Dorothy Gale, Violet se notabilizou por ser a primeira a interpretar Dorothy em um filme longa-metragem do The Wonderful Wizard of Oz, de Frank Baum, em 1914. Anteriormente já haviam sido feitas duas versões com Dorothy: uma versão em rádio, Fairylogue and Radio Plays, com Romola Remus no papel, além de um curta-metragem em 1910, estrelado por Bebe Daniels no papel.
Atuou em alguns curta-metragens tais como A Modern Noble (1915), pela Domino Films; The Phantom of the Hearth (1915), pela Kay-Bee; The Tale of a Hat (1915), pela Kalem Company; The Double Standard (1915), pela Victor Film Company; Mrs. Plum's Pudding (1915), pela Universal Pictures; The Dragoman (1916), pela Lubin Manufacturing Company. Em 1917 atuou em The Girl Who Won Out (1917), pela Universal, e em 1920 fez sua última incursão no cinema, com o seriado em 15 capítulos The Mystery Mind, pela Supreme Pictures Corporation, ao lado do hipnotizador Robert Pauline.
Violet se retirou do show business em 1922.

## Vida pessoal e morte
Foi casada duas vezes: com G.W. Bird, em 1907, e com John Hall Folger, até sua morte, em 1953. Como Mrs. John H. Folger, era a esposa de um executivo industrial, que se tornou sua agente de imprensa. Teve um filho, Peter J. D’Archangle.
Violet foi membro da Zonta International, o Grand Rapids Club, uma organização sem fins lucrativos que trabalhava para melhorar o status das mulheres através de serviços e advocacia em todo o mundo. Ela foi presidente do Grand Rapids Club de 1930 a 1932.
Violet MacMillan morreu em Grand Rapids, Michigan, em sua casa, em 29 de dezembro de 1953, aos 66 anos de idade. Foi sepultada no Oakhill Cemetery, em Grand Rapids, Kent County, Michigan.

## Peças (lista parcial)
- Flo-Flo (1904)
- The Time, the Place and the Girl (1907-1908)
- The Young Turk (1910)
- Girlies (1910)
- The Wishing Slippers
- In And Out of the Movies

## Filmografia parcial
- The Patchwork Girl of Oz (1914)
- The Magic Cloak of Oz (1914, creditada Violet McMillan)[6]
- His Majesty, the Scarecrow of Oz (1914)[7]
- A Modern Noble (1915)
- The Phantom of the Hearth (1915)
- The Tale of a Hat (1915)
- The Double Standard (1915)
- Mrs. Plum's Pudding (1915)
- The Dragoman (1916)
- The Girl Who Won Out (1917)
- The Mystery Mind (1920)